# 八幡浜市立日土小学校
八幡浜市立日土小学校（やわたはましりつ ひづちしょうがっこう）は、愛媛県八幡浜市にある公立小学校。中校舎と東校舎が国の重要文化財に指定されている。

## 沿革

### 年表
- 1876年 啓蒙小学校が本村に開設される
- 1878年 常盤小学校と改称
- 1887年 日土尋常小学校（4年制）と改称し、新道尋常小学校・森山尋常小学校を設置する
- 1909年 日土尋常小学校を6年制に改め、新道尋常小学校と森山尋常小学校を分校化する
- 1911年 高等科を併設し、日土尋常高等小学校と改称
- 1928年 新道分校を移転し、尾の花分校落成
- 1941年 国民学校令により日土国民学校と改称
- 1947年 学制改革により日土小学校と改称、高等科は新制中学校として発足する
- 1952年 尾の花分校が独立し、日土東小学校となる
- 1953年 校歌制定
- 1956年 中校舎が新築落成される
- 1958年 東校舎が新築落成される
- 1961年 森山分校を統合
- 1965年 給食センターによる完全給食開始
- 2004年 台風18号による被害(東校舎廊下の屋根・資料室破損、窓ガラス・窓枠破損)
- 2009年 西校舎改築工事終了。東・中校舎改築工事終了
- 2010年 西校舎林野庁長官賞受賞
- 2012年 ワールド・モニュメント財団/ノールモダニズム賞受賞
  - 戦後木造建築として初めて、東・中校舎が国の重要文化財に指定される
- 2014年 八幡浜市立日土東小学校を統合

## 校舎
1956年竣工の中校舎と1958年竣工の東校舎はいずれも同県大洲市出身の建築家松村正恒（1913年～1993年）が八幡浜市建築課に勤務していた時の設計による2階建て木造建築で、鉄筋コンクリート造や鉄骨造がほとんどのモダニズム建築を木構造により実現した極めて稀なもの。学校建築としても日本でクラスター型教室配置計画を採用した唯一木造による最初期のもの。
建築意匠としては、水平に連続する窓、喜木川に張り出したテラスや緩やかな外階段などの特徴がある。
1999年に近代建築（モダニズム建築）の保存と記録を目指す国際組織のDOCOMOMOに、日本の近代建築20選（DOCOMOMO JAPAN選定 日本におけるモダン・ムーブメントの建築）に選ばれ、2007年に八幡浜市文化財に指定された。
2006年に社団法人日本建築学会四国支部が八幡浜市の委託により現況調査実施及び改修・改築基本計画を策定し、2008年に改修・改築が行われた。
2012年4月に日本建築学会賞を、10月に歴史的建造物や文化遺産の保護・保全を目的とする非営利団体ワールド・モニュメント財団のモダニズム賞を受賞、12月に国の重要文化財に指定された。
なお、年末や夏休みなど折々に見学会が開かれている。「日土小学校　見学会」で検索すれば八幡浜市の該当ページが表示される。